# K5計画

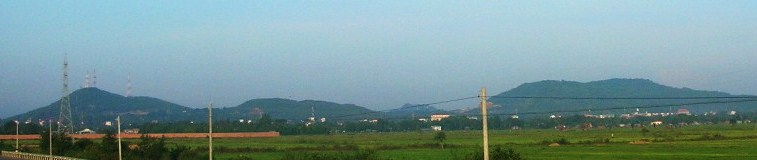
シソポン-アランヤプラテート郡間を結ぶ道路、その北側にあるカンボジア・タイ国境沿いの山々。カンプチア人民共和国時代にクメール・ルージュが潜んだ地域の一つ。

K5計画（ケーファイブけいかく）又はK5地帯、K5作戦、あるいはまたバンブーカーテンとしても知られる計画は、1985年から1989年にかけてカンプチア人民共和国政府の行った作戦である。この作戦では塹壕やワイヤーフェンスが用いられ、また事実上タイ・カンボジア国境全域に沿って地雷原が敷設され、カンボジアへのクメール・ルージュの潜入を防ごうとした。
破壊的なK5国境防衛は、カンプチア人民共和国の印象に壊滅的な影を落とすことになる。

## 背景

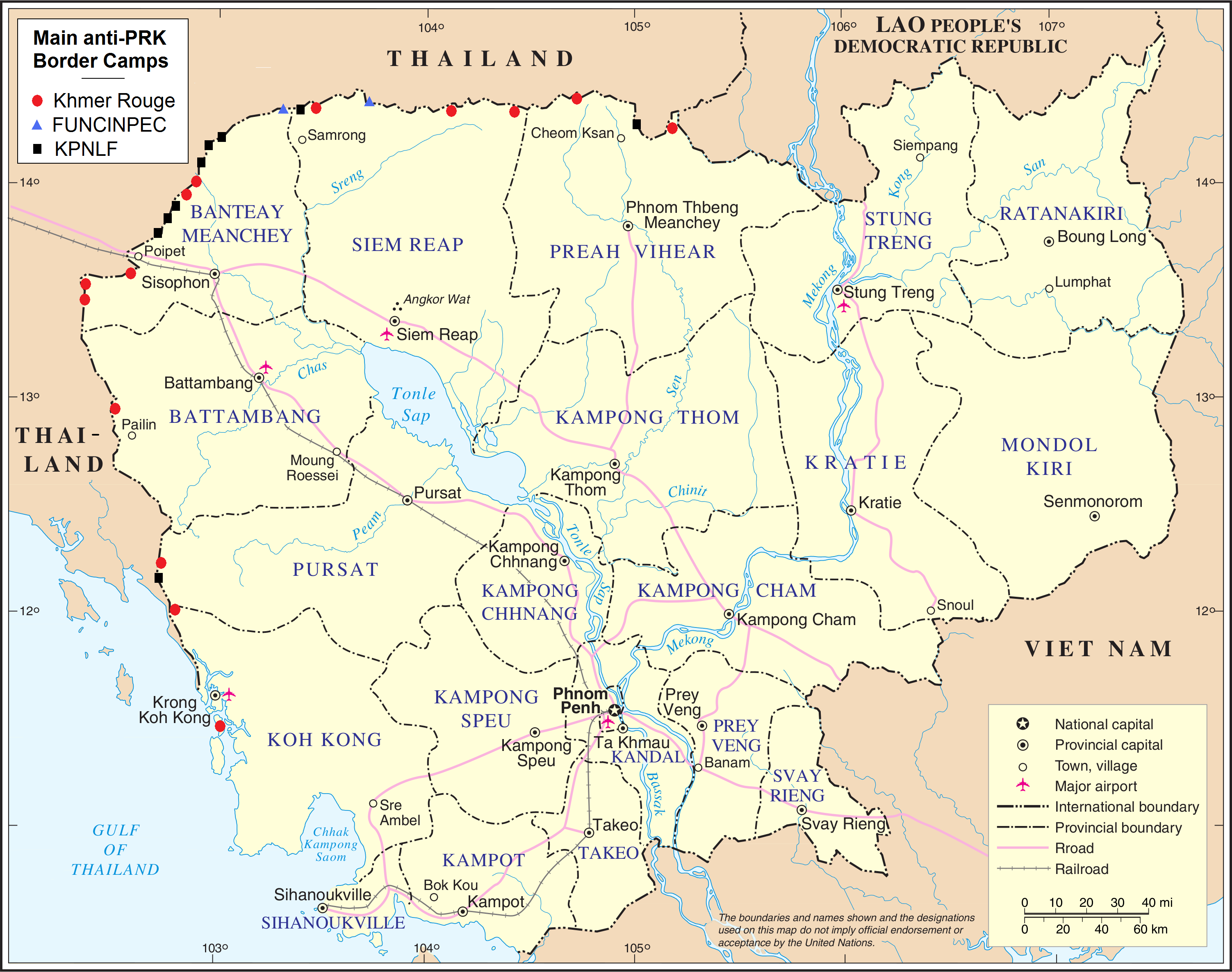
PRKに敵対する国境のキャンプ、1979年-1984年

1979年に民主カンプチアが敗れると、クメール・ルージュはすぐにカンボジアから撤退した。タイとの強力な外交関係と庇護下において、ポル・ポトの事実上無傷の国民軍30,000名から35,000名が、タイ・カンボジア国境の樹木に覆われて山の多い地域に集結し、組織された。1980年代前半、クメール・ルージュ軍はタイの国境近くの難民キャンプでその強さを示し、豊富な軍備の提供を安定して受けた。武器は主に中国やアメリカ合衆国から提供され、タイ王国軍の協力でタイを通る供給路が確保された。
タイ国境沿いには隠れた前哨基地があり、これを安全なものにするという観点から、クメール・ルージュは新設されたカンプチア人民共和国（PRK）に対する徹底した軍事作戦を開始した。クメール・ルージュは優勢であった。彼らは1975年から1979年にかけ、かつて戦った非共産主義武装集団と共にカンプチア人民革命軍（KPRAF）やベトナム人民軍と戦った。
国境での戦争は、雨季／乾季の周期で続いた。一般に重装備のベトナム軍は乾季に攻撃を仕掛け、中国やアメリカ合衆国が後援するクメール・ルージュは、雨期に主導権を握った。1982年、ベトナムはカルダモム山脈プノンマライのクメール・ルージュの主要な基地に対して攻撃を開始したが、これはほとんど成功しなかった。
国境で行われた内戦の主な結果は、大打撃を受けた国家を再建し、権力を強化する試みという点でPRKが阻止されたことであった。クメール・ルージュの影響する地域では絶え間ないゲリラ戦が行われ、しつこい破壊行為を受けた国境地域において、新しい共和国の支配力は弱いものであった。

## 実施
K5計画の立案者は、カンプチア人民共和国駐留ベトナム軍（PAVN）司令官レ・ドゥック・アイン将軍であった。将軍はクメール・ルージュのカンボジアへの再浸透に対し、カンボジア防衛に関する主要な5点を定式化した。「K5」のKとは、クメール文字で「防衛」を意味するkar karpierに由来し、そのクメール語の頭文字はKであった。「5」という数字は、レ・ドゥック・アインの防衛計画の5点を表す。タイとの国境封鎖は第2点であった。しかしこの作戦に従事した者の多くは、「K5」が何の略かを知らなかった。
K5計画は1984年7月19日に始まった。熱帯樹林の密に生える莫大な数の木々を倒したり、背の高い植物を伐掃して根こそぎ引き抜くこと、長い区画でこれらを行うのは膨大な作業となった。目的はタイ国境を見晴らし、地雷原とする広大な場所を設けることであった。
実際には、タイとの国境沿いにおおむね長さ700キロ、幅500メートルのK5包囲網が設けられ、そこには対戦車地雷や対人地雷が1キロの土地に約3,000個敷設された。

## 結果
環境的な観点から見たならば、大規模な森林伐採は、深刻な森林破壊や種の危機をもたらした。さらにこれは広大な浸食地域を残す環境災害であった。カルダモム山脈のような、更に人里離れた場所は、1980年代にクメール・ルージュの拠点になるまで人跡未踏の地であった。現在この山脈は危険度の高いエコリージョンとなっている。
この作戦の立案者にとっては想定外の軍事的な観点から、K5計画はPRKにとっても危険なものになった。効果的に長い国境を警備するのは不可能であるため、ここを横断するクメール・ルージュ戦闘員を阻止できなかった。さらにジャングルを伐採しても、熱帯の気候の中では、一年もすれば人間の背丈ほどに植物が成長し、みすぼらしい藪になってしまう。包囲網の管理・維持は困難であった。
K5作戦はPRKのイメージにとり逆効果であった。というのも共和国は、ポル・ポトの統治下において彼のカンプチア共産党がカンボジアで破壊したものの再構築に熱中したからである。努力の大きさにもかかわらず全ての計画は最終的に不成功に終わり、結局、新しい親ハノイ共和国の敵の利益を招きかねない結果となった。数千のカンボジア農民たちは怒りを感じた。彼らはベトナムがカンボジアへ侵攻してきたにもかかわらず、カンボジアを支配してきたクメール・ルージュが従来彼らの営んできた農業へ干渉することから解放されたこと、そしてPRK政府の下での税の不在を歓迎した人々であった。こうした農民達は、ジャングルの伐掃に時間を使わせる命令が、彼らの農場を放置させることを憤った。それは重労働で、しかも彼らが看破したように無効で無益であった。殺されることは無かったものの、彼らはこれがクメール・ルージュの専制政治中に経験したことと非常に近しい強制労働であると悟り、憤慨は時と共に高まった。進入が難しい地域での非衛生な状況、また大量の蚊といった問題、さらにK5作戦では労働者が貧しい食糧事情や悪い住環境で従事させられたことから、彼らはマラリアや極度の疲労の犠牲者になった。
広大で長い地域を危険なものとする大量の地雷は今も残置されている。K5地域は、内戦終了後のカンボジアにおける大きな地雷問題の一部であった。1990年だけで、地雷による怪我の結果として脚（足）を失ったカンボジア人は、約6,000名に達した。